# Bryonia cretica subsp. dioica
Bryonia cretica subsp. dioica или дивља тиква је вишегодишња дводома, зељаста биљка из породице Cucurbitaceae.

## Опис
Зељаста биљка са дебелим, репастим и гранатим кореном. Стабло је гранато, при врху храпаво, пузеће или се пење уз друге биљке уз помоћу простих рашљика. Листови су на кратким дршкама, широко срцасти, прстасто дељени у пет режњева. Режњеви јајасти до троугласти, зашиљени, неправилно назубљени, са обе стране су посути кратким чекињама. 
Цветови су једнополни (мушки зеленкастобели, сложени у дугачке гроздове, а женски сложени у кратке штитолике чуперке). Круница је дуга око 6 милиметара. Чашица је упола краћа од крунице. Има пет прашника, од којих су четири у два пара срасли, а један је слободан. Жиг је прекривен сивим длакама. Цвета у мају и у јуну.
Плод је лоптаста или јајаста бобица, док је млада зелене боје, касније постаје црвенкасто пегава и на крају црвена. Размножава се бесполно и полно.

## Порекло врсте
Ова врста има порекло из Северне Африке (Мароко, Тунис, Алжир). Дивља тиква је 1916. године унета у Европу (Шведска). Више је коровска него инвазивна врста. У суседним државама једино се сматра инвазивном у Републици Северној Македонији. 
Биљка је отровна. Плодови садрже гликозид брионин. Сок од бобица и корена делује веома надражујуће на кожу, узрокујући болан дерматитис и чиреве. Забележена су и угинућа животиња, нарочито свиња, које ријући по земљи често долазе до отровног корена. С друге стране, дивља тиква се у неким земљама користи као лековита. 

## Станиште
Шибљаци, влажне шуме (јасенове, јасеново-јовине и храстове шуме дуж река), као и коров око плотова, ограда или винограда.

## Распрострањење у Србији
Спорадично распрострањена.

## Мере контроле и сузбијања
Врло је тешко наћи начин да се спречи ширење дивље тикве. Хемијска контрола представља потенцијалну опцију само уколико није могуће биљку механички уклонити са станишта у насељима.

## Синоними
- Bryonia digyna Pomel

- Bryonia sicula Guss